# Retroculus
Рід налічує 3 види риб родини цихлові. Належить до монотипової підродини Retroculinae.

## Види
- Retroculus lapidifer (Castelnau 1855)
- Retroculus septentrionalis Gosse 1971
- Retroculus xinguensis Gosse 1971